# 曼扎
曼扎是馬達加斯加的城鎮，由梅納貝負責管轄，位於該國西南部，海拔高度253米，從事農業、畜牧業、服務業和工業的人口分別佔80%、17%、2.5%和0.5%，主要農產品有稻米、豆類、木薯和洋蔥，2001年人口約9,000。
21°26′S 44°20′E / 21.433°S 44.333°E